# Asa di Giuda
Asa di Giuda (... – Regno di Giuda, 873 a.C.) fu re di Giuda dal 913 a.C. all'873 a.C., alla morte del precedente Re Abia.
Nemico dei culti di Baal e Astarte, durante il suo regno si trovò a fronteggiare l'arabo Zerah, che sconfisse facilmente. Ripropose il patto con Yaweh.
Gli succedette il figlio Giosafat.